# Gala Rizzatto
Gala Rizzatto, kendt under kunstnernavnet Gala (født 6. september 1972) er en italiensk popsanger og sangskriver, der bor i Brooklyn, New York. Gala har solgt over seks millioner plader på verdensplan. Hendes debutalbum Come Into My Life indeholdte også multiplatin singlerne Freed from Desire, Let a Boy Cry og Come Into My Life, som nåede Top 3-hitlister i Europa, Sydamerika, Rusland og Mellemøsten.

## Opvækst
Hun blev navngivet af sine forældre efter Salvador Dalí og Paul Eluards muse, Gala Dali. Gala forlod Italien, da hun var 17 år for at starte på kunstskole i Boston, Massachusetts. I 1993 flyttede hun til New York, hvor hun dimitterede fra Tisch School of the Arts og blev fotograf som fangede New York undergrundsscene af kunstnere og klubgængere i byen.

## Karriere

### 1996-2001
Til gengæld for et foto til en europæisk DJ indspillede Gala sin første demo. “Freed from Desire" blev skrevet i New York og derefter sendt oversøisk på et kassettebånd. Det blev indspillet i London og blev udgivet af italienske uafhængige mærke Do It Yourself Records.
I 1996 blev Gala kåret som være Årets Bedste Kvindelige Sanger i Italien af magasinet Musica e Dischi. I juli 1997 blev hun tildelt en Italiensk Dance Award som årets bedste pop-dance kunstner. Gala opnåede at sælge eksemplarer nok til diamant status i Frankrig,, platinum i Benelux og et guld i Storbritannien. Samme år blev hun nomineret til bedste Dance Act ved MOBO Awards i Storbritannien sideløbende med The Prodigy, The Chemical Brothers og Orbital. I juli 1997 vandt hun prisen for Bedste Udenlandske Kunstner Årets ved Midem i Cannes, Frankrig..
Mellem 1995 og 1998 optrådte Gala på det britiske BBCs Top of the Pops, , Frankrigs Taratata , Les Annees Tubes, M6 hit Machine  , MTV Tyskland, samt steder såsom Bercy Stadion i Paris og Las Ventas i Madrid.
Hendes album Come into My Life blev udgivet i 1998 med fire singler, der hittede på top 20 udover hele Europa, og solgte over 6 millioner albums verden over i 1998.
I 1998, mens de optrådte med “Let a Boy Cry" på Taratata, mødte hun Princes manager Steve Fargnoli, der begyndte at repræsentere hende. Hun underskrev samme år en kontrakt Universal Records i Italien. Efter Steve Fargnolis uventede død i 2001 brød Gala sin kontrakt med Universal Records og vendte tilbage til New York.

### 2005-2010
Gala bosatte sig i Brooklyn for at redefinere sin musik, sit liv og sin karriere, og hun genopstod som selvstændig kunstner.
I 2005 blev Faraway udgivet i EMI Frankrig og Grækenland, hvor det ramte nummer 1 på iTunes hitlisten og nummer 6 på de nationale hitlister. Faraway var co-produceret Cash Money Records af musiker/produceren Kevin Rudolf. Det var med i en Bod Man parfume TV reklame  på MTV, HBO og blev sunget af vinderen af Greek Idol, Tamta.
I 2005 optrådte Gala på Pink tv og på M6 s Fan De. I 2006 optrådte hun i Mega Pann partiet på Central Studios i Utrecht.
I 2008 dannede Gala mærket Matriarchy Records, der er baseret i Brooklyn, New York. "Tough Love" er Matriarchy Records ‘debutalbum' udgivet digitalt på verdensplan den 6. september, 2009.
Albummet Tough Love omfattede samarbejde med et væld af kendte producenter, herunder trommeslager Deantoni Parks, Marcus Bell og Kevin Rudolf, der i 2008 opnåede et 5. plads på Billboard(US) hit med sin sang sammen med Lil Wayne, Let It Rock. Gala samarbejdede også med Tamir Muskat, grundlægger af Balkan Beat Box i hendes sang I Am The World, The World Is Me. For nylig blev Muskat ansvarlig for Jason Derulos hit, Talk Dirty, som prøver den samme Balkan Beat Box produktion stil.
Gala producerede uafhængigt fire musikvideoer til albummet Tough Love. Videoen til sangen I Am The World, The World Is Me blev lavet i samarbejde med det italienske/argentinske maler og forfatter Sebastiano Mauri, der lavede hans videoinstallationer i The Songs I Love To.
I 2009 optrådte hun 2 nætter på Ethias Arena. I 2010 optrådte Gala på Highline Ballroom i New York og på Palais de Sports og på det antikke teater i Arles. Samme år blev hun inviteret til at optræde som hovednavn på 24 Velo de Louvain-la-Neuve , den næststørste ølbegivenhed i Europa, arrangeret af de studerende på det belgiske universitet i Louvain-la-Neuve.
I 2010 blev Tough Love præsenteret i populære amerikanske serie The Millionaire Matchmaker. Samme år som “Freed From Desire” blev brugt i en Nissan TV-rekame i Frankrig og Spanien.

### 2011-2012
I 2011 Gala optrådte med den nye single "Lose Yourself In Me” i showet Dance in the Sommer in Beirut, ved siden af Taio Cruz, T-Pain, Dev og Dash Berlin. Arrangementet var arrangeret af Mix FM-radio og "Lose Yourself In Me” nåede en 2. plads i top 10 AirPlay listerne før sin løsladelse, senere placeret som nummer 1 i Libanon RFX Radio i 3 på hinanden følgende uger.
Den verdensomspændende udgivelse af singlen "Lose Yourself In Me” kom i maj 2012 gennem Galas mærke Matriarchy Records.
Sangen er blevet spillet på blandt andre stationer som Fun Radio og Radio FG i Frankrig. Det har været på høj rotation på Impact FM og Radio Antipode, og fik de nye udgivelser på Belgiens Fun Radio.
Musikvideoen til "Lose Yourself In Me” blev produceret uafhængigt af Matriarchy Records, i samarbejde med The Masses Arkiveret 11. august 2007 hos  Wayback Machine. Den blev instrueret af Alistair Legrand bror af Victoria Legrand fra bandet Beach House. Videoen featured fuld LED jakkesæt og Krump dansere fra Los Angeles og blev koreograferet af Gala. Efter sin udgivelse blev videoen vist på startsiden af Dailymotion, Yahoo i Frankrig, The Huffington Post, The Mediateseur og Vogue.Yahoo France Arkiveret 14. marts 2016 hos  Wayback Machine, The Huffington Post Arkiveret 5. marts 2016 hos  Wayback Machine, The Mediateseur Arkiveret 20. oktober 2013 hos  Wayback Machine, and Vogue Arkiveret 4. marts 2016 hos  Wayback Machine.

### 2013
I 2013 lavede Gala en video til sangen "Taste Of Me" koreograferet af Benoit Swan, kunstnerisk leder af New Yorks avant garde danse selskab Cedar Lake, og instrueret af den New York-baserede franske instruktør, Alexandre Moors (Kanye Wests "Runaway", Blue Caprice). "Taste Of Me" musikvideoen vises som et one shot, der følger fem dansere, herunder Gala som interagerer i en organisk dans, der konstant bevæger sig fremad.
Inspireret af hendes favorit instruktør Alfred Hitchcock, ønskede Gala at skyde en video, der føltes som et enkelt take. En anden henvisning var Eadweard Muybridge og hans pionerarbejde i fotografiske undersøgelser af bevægelse og bevægelse-billede projektion. Forskellige koreografer blandt Gala favoritbands (Parsons,Bob Fosse, Mark Morris) er også subtilt henvist i koreografien.
"Taste Of Me" musikvideoen præsenteres eksklusivt med Digital Spy, det mest populære nyhed og underholdnings websted i Storbritannien.
I Europa blev videoen udelukkende afsløret af Fun Radio Belgique, søster station til Fun Radio France, den største gruppe af FM-radiostationer hævder at have cirka 3,8 millioner lyttere hver dag. Deluxe udgave af EP omfatter den oprindelige produktion af Marcus Bell og remixes af Bimbo Jones, Hoxton Whores, Starkillers og Almighty Records. I Belgien blev "Taste Of Me" videoen præsenteret i den store avis, Dernier Heure , og Gala optrådte på RTL morgen og aften nyheder til at tale om sin nye single.
I 2013 Gala forskellige nye sange som "Lose Yourself In Me", "Taste Of Me" og "Love Impossible" blev præsenteret på MTV Networks hit tv-shows Best Ink, Real World: Ex-Plosion, , og Road Rules Extreme Challenge samt "Keeping Up with the Kardashians".
“Freed From Desire" blev udtaget af det tyske band Frida Gold.
Sangen med titlen "Liebe ist meine Rebellion” gik ind som nummer 4 på den tyske singlehitliste. “Freed From Desire" blev også sunget af Nouvelle Star "Dana", live på fransk tv med den græsk-svenske popstjerne, Helena Paparizou, på MAD Video Music Awards 2013.

### 2014
Gala var hovednavn ved Vinter OL 2014 på Medals Plaza i Sochi. Hendes optræden blev transmitteret direkte på Europa Plus TV, den største musikalske kanal i Rusland. Hun optrådte med en times set, og debuterede hendes nye single, The Beautiful. På trods af polemikken omkring OL åbnede Gala hendes præstation med sine 90'erne hit, Let A Boy Cry, til støtte for sine homoseksuelle følgere. Den 20. november udgav InHouse Records i New York Gala 's EP "The Beautiful", et samarbejde med den legendariske hus DJ/producer Todd Terry, og en Deluxe EP fulgte efter, udgivet på Galas mærke Matriarchy Records, som omfatter remixes af Todd Terry, Hoxton Whores, Lodge 21, Ryan and Smitty, Midnight Magic og Lauren Flax.

### 2015
Gala havde en gæsteoptræden ved Youssou N'Dour koncerten til Dakar Ne Dort Pas i Dakar, Senegal på nytårsdag. Arrangementet blev tv-transmitteret af Tele Future Media. Gennem hendes indie mærke Matriarchy Records udgav hun albummet "Singles V1", en samling af hendes 2012-2015 singler, samt tre tidligere udgivne sange. Albummet indeholder remixes af Todd Terry blandt andre.

### 2016
Gala indspillede en akustisk version af hendes hit Freed From Desire på Les Studios Saint Germain i Paris, til filmen Up for Love, instrueret af Laurent Tirard med Jean Dujardin (Academy Awards for bedste mandlige hovedrolle i 2012, The Artist), der bliver frigivet i maj 2016.

## Andet arbejde
Gala har også arbejdet som sangskriver for klassiske musikere som Salvatore Licitra og Marcelo Alvarez på albummet Duetto, en Mario Frangoulis.  . Hun er stadig en ivrig fotograf, med mange af hendes billeder, der vises på hendes officielle hjemmeside.

## Hitlister

### Album
| År   | Album             | Hitliste | Hitliste | Hitliste | Hitliste | Hitliste |
| År   | Album             | FR       | BEL/W    | BEL/F    | SWI      | NL       |
| ---- | ----------------- | -------- | -------- | -------- | -------- | -------- |
| 1997 | Come into My Life | 32       | 16       | 28       | 49       | 20       |
| 2009 | Tough Love EP     | —        | —        | —        | —        | —        |
| 2009 | Tough Love        | —        | —        | —        | —        | —        |

### Singler
| År   | Single                | Placering | Placering | Placering | Placering | Placering | Placering | Placering | Placering | Placering | Placering | Placering | Certificering                 | Album             |
| År   | Single                | AUT       | BEL (Fl)  | BEL (Wa)  | FIN       | FRA       | GER       | ITA       | NED       | SPA       | SUI       | UK        | Certificering                 | Album             |
| ---- | --------------------- | --------- | --------- | --------- | --------- | --------- | --------- | --------- | --------- | --------- | --------- | --------- | ----------------------------- | ----------------- |
| 1996 | "Everyone Has Inside" | —         | —         | —         | —         | 24        | —         | 1         | —         | 1         | —         | —         |                               | Single only       |
| 1996 | "Freed From Desire"   | 16        | 1         | 1         | 17        | 1         | 3         | 3         | 5         | 1         | 13        | 2         | - FRA: Diamond - UK: Platinum | Come into My Life |
| 1997 | "Let a Boy Cry"       | —         | 1         | 1         | —         | 1         | —         | 1         | 9         | 1         | 23        | 11        | - FRA: Platinum               | Come into My Life |
| 1997 | "Come into My Life"   | —         | 6         | 4         | 11        | 10        | —         | 1         | 32        | 1         | —         | 38        |                               | Come into My Life |
| 1997 | "Suddenly"            | —         | 43        | 34        | —         | 56        | —         | 5         | 85        | 1         | —         | —         |                               | Come into My Life |
| 2005 | "Faraway"             | —         | —         | —         | —         | 71        | —         | —         | —         | —         | —         | —         |                               | Tough Love        |
| 2009 | "Tough Love"          | —         | —         | —         | —         | —         | —         | —         | —         | —         | —         | —         |                               | Tough Love        |
| 2012 | "Lose Yourself In Me" | —         | —         | —         | —         | —         | —         | —         | —         | —         | —         | —         |                               | Kun single        |
| 2013 | "Taste of Me"         | —         | —         | —         | —         | —         | —         | —         | —         | —         | —         | —         |                               | Kun single        |
| 2014 | "The Beautiful"       | —         | —         | —         | —         | —         | —         | —         | —         | —         | —         | —         |                               | Kun single        |
| 2015 | "Rock Your World"     | —         | —         | —         | —         | —         | —         | —         | —         | —         | —         | —         |                               | Singles V1        |
| 2015 | "Love Impossible"     | —         | —         | —         | —         | —         | —         | —         | —         | —         | —         | —         |                               | Singles V1        |
| 2015 | "Start It Over"       | —         | —         | —         | —         | —         | —         | —         | —         | —         | —         | —         |                               | Singles V1        |

## Fodnoter
1. ↑  Press article Arkiveret 21. marts 2012 hos  Wayback Machine. Galasound.com. Retrieved on 2012-05-14.
2. ↑  Press article Arkiveret 27. september 2011 hos  Wayback Machine. Galasound.com. Retrieved on 2012-05-14.
3. 1 2  Press article Arkiveret 21. marts 2012 hos  Wayback Machine. Galasound.com. Retrieved on 2012-05-14.
4. ↑  InfoDisc : Le Bilan des Ventes de l'Année 1996 Arkiveret 4. september 2011 hos  Wayback Machine. Infodisc.fr. Retrieved on 2012-05-14.
5. ↑  Home Arkiveret 7. juli 2007 hos  Wayback Machine. BPI. Retrieved on 2012-05-14.
6. ↑   (Webside ikke længere tilgængelig)
7. ↑  Gala - Come Into my life - Dance D'or 98 Arkiveret 20. maj 2016 hos  Wayback Machine. YouTube (2006-12-15). Retrieved on 2012-05-14.
8. ↑  Top of the Pops (UK) - Season 34, Episode 51: Christmas Special 1997 Arkiveret 3. marts 2009 hos  Wayback Machine. TV.com (1997-12-25). Retrieved on 2012-05-14.
9. ↑  Artistes - Gala Arkiveret 16. januar 2014 hos  Wayback Machine. MyTaratata.com. Retrieved on 2012-05-14.
10. ↑  gala les années tube Arkiveret 17. februar 2016 hos  Wayback Machine. YouTube (2009-06-11). Retrieved on 2012-05-14.
11. ↑  Gala, la chanteuse de "Freed From Desire" revient avec "Faraway". | Musique Radio Arkiveret 3. juli 2017 hos  Wayback Machine. Musiqueradio.com. Retrieved on 2012-05-14.
12. ↑  Gala - Faraway @ Top40-Charts.com - Songs & Videos from 49 Top 20 & Top 40 Music Charts from 30 Countries Arkiveret 20. juni 2017 hos  Wayback Machine. Top40-charts.com. Retrieved on 2012-05-14.
13. 1 2  Billboard - Google Books Arkiveret 3. marts 2014 hos  Wayback Machine. Books.google.com (2005-08-27). Retrieved on 2012-05-14.
14. ↑  Ftes (Faraway) Video | Tamta | MTV UK Arkiveret 21. oktober 2012 hos  Wayback Machine. Mtv.co.uk. Retrieved on 2012-05-14.
15. ↑  Gala on Pink TV, The French Gay TV Station Arkiveret 29. marts 2016 hos  Wayback Machine. YouTube (2008-07-11). Retrieved on 2012-05-14.
16. ↑  Gala a FAN DE Arkiveret 18. april 2016 hos  Wayback Machine. YouTube (2011-11-19). Retrieved on 2012-05-14.
17. ↑  Shari about Gala @ TVL Arkiveret 4. marts 2016 hos  Wayback Machine. YouTube (2009-04-23). Retrieved on 2012-05-14.
18. ↑  iTunes Store Arkiveret 3. maj 2010 hos  Wayback Machine. itunes.apple.com. Retrieved on 2012-05-14.
19. ↑  Gala Live at the Highline Ballroom, NYC, July 2010 (HQ) Arkiveret 19. marts 2016 hos  Wayback Machine. YouTube (2010-07-22). Retrieved on 2012-05-14.
20. ↑  Archives - sudinfo.be Arkiveret 10. november 2011 hos  Wayback Machine. Sudpresse.be. Retrieved on 2012-05-14.
21. ↑  "Arkiveret kopi". DH Net. Dhnet.be. Arkiveret fra originalen 18. april 2014. Hentet 20. april 2014.
22. ↑  "Real World Ex-Plosion". {{cite news}}: |access-date= kræver at |url= også er angivet (hjælp)
23. ↑  "Gala Open Letter". Open Letter. So So Gay. Arkiveret fra originalen 22. februar 2014. Hentet 14. marts 2014.
24. ↑  Duetto-Son Gli Occhi Tuoi Arkiveret 12. april 2016 hos  Wayback Machine. YouTube (2007-12-08). Retrieved on 2012-05-14.
25. ↑  Mario Frangoulis Nights in White Satin (Notte de Luce) lyrics Arkiveret 6. maj 2014 hos  Wayback Machine. Loglar.com. Retrieved on 2012-05-14.
26. ↑  "Gala: Austrian Singles Chart Positions". Austriancharts.at. Arkiveret fra originalen 7. november 2014. Hentet 2009-11-26.
27. ↑  "Flemish peaks". Arkiveret fra originalen 11. januar 2016. Hentet 14. maj 2016.
28. ↑  "Wallonia peaks". Arkiveret fra originalen 1. januar 2015. Hentet 14. maj 2016.
29. ↑  "Finnish peaks". Arkiveret fra originalen 11. januar 2016. Hentet 14. maj 2016.
30. ↑  "Gala: French Singles Chart Positions". lecharts.com. Arkiveret fra originalen 28. november 2014. Hentet 2012-12-04.
31. ↑  "German HitParade". Arkiveret fra originalen 22. marts 2016. Hentet 14. maj 2016.
32. ↑  "Hit Parade Italia - Indice per Interprete: G". Hit Parade Italia. Arkiveret fra originalen 1. november 2018. Hentet 6. juli 2012.
33. ↑  "Gala: Dutch Singles Positions". Dutch Top 40. Hentet 2012-12-04.
34. ↑  Salaverri, Fernando (september 2005). Sólo éxitos: año a año, 1959–2002 (1st udgave). Spain: Fundación Autor-SGAE. ISBN 84-8048-639-2. {{cite book}}: |access-date= kræver at |url= også er angivet (hjælp)
35. ↑  "Gala: Swiss Singles Chart Positions". Swisscharts.com. Arkiveret fra originalen 4. marts 2016. Hentet 2009-11-26.
36. ↑  Roberts, David (2006). British Hit Singles & Albums (19th udgave). London: Guinness World Records Limited. s. 220. ISBN 1-904994-10-5.
37. 1 2  French certifications Disqueenfrance.com Arkiveret 7. februar 2016 hos  Wayback Machine (Retrieved January 17, 2009)
38. ↑  UK certifications Bpi.co.uk Arkiveret 6. oktober 2017 hos  Wayback Machine (Retrieved January 17, 2009)